# Bukovica, Škofja Loka
Bukovica este o localitate din comuna Škofja Loka, Slovenia, cu o populație de 154 de locuitori.